# Nintendomanía
Nintendomanía fue un programa de televisión orientado a videojuegos. La temática del programa eran los videojuegos de la franquicia Nintendo y sus consolas existentes hasta el momento como el NES, SNES, Game Boy, Virtual Boy y Nintendo 64.
Inició por TV Azteca en 1995 los sábados por las mañanas, y era presentado originalmente por Gustavo «Gus» Rodríguez y su hijo Gustavo Javier Rodríguez Ávila (quien aparecía en los créditos como Javier R. Ávila) y durante el programa a veces simplemente lo llamaba Chavo. Después se unieron Maggie Hegyi, Mark Tacher, Daniel Avilés y Alejandra Urdiain.
Inició sus transmisiones el 25 de marzo de 1995 con una duración de 30 minutos por programa. En él se hacían revisiones de los nuevos juegos que salían al mercado, se analizaban los nuevos adelantos tecnológicos de las consolas y títulos, se proporcionaban consejos y trucos para los juegos más populares, y se realizaban reportajes especiales de eventos relacionados con la industria de los videojuegos, entre ellos el E3. De su inicio hasta el 6 de junio de 1998, el programa se transmitía por Azteca 13, y del 13 de junio de 1998 hasta su finalización por Azteca 7.
El último programa se transmitió el 22 de julio de 2000. El programa finalizó debido a los cambios estructurales de ventas por parte de TV Azteca y a la negativa de Nintendo de aportar una mayor cantidad económica para la producción y publicidad del programa.

## Los inicios
Durante las primeras emisiones de Nintendomanía, la escenografía era rudimentaria, contaba con ilustraciones en las paredes a base de aerógrafo, elementos de mobiliario con aspecto de ladrillos y otras parafernalias alusiva a juegos como Super Mario Bros., Mario Kart, Mortal Kombat y Street Fighter, entre otros. Los dos presentadores que aparecían eran solamente Gus y su hijo Javier, al cual Gus se refería con frecuencia como Chavo. El logotipo del programa eran las palabras «Nintendo» y «Manía» en color naranja, posteriormente la palabra «Nintendo» fue reemplazada por el logo oficial de dicha compañía y a la palabra «Manía» se le colocaron los cinco colores del logo de TV Azteca (verde, azul celeste, morado, rojo y amarillo).

## Regreso
Mucho se rumoró sobre el regreso del programa a la televisión en 2014, confirmándose su retorno ahora por el canal Foro TV, de la cadena Televisa, bajo el nombre de PowerUp! Gamers. El mismo Gustavo «Gus» Rodríguez menciona que se trabajará con la misma producción que en su momento estuvieron a cargo de Nintendomanía. El formato del programa tendrá razonables cambios y se enfocaran a videojuegos de Nintendo, Xbox y PlayStation. En el primer programa, menciona que ha trabajado desde la desaparición de Nintendomanía en un nuevo programa (trece años desde su desaparición), el programa se anunció en Fractal a tres días de su estreno.
Después de dos meses de ausencia desde febrero de 2015, se anuncia su regreso al canal de Telehit en televisión por cable, haciendo su aparición de regreso Daniel Aviles (Densho), el cual fue parte del equipo original en los noventa.